# 北埔 (苗栗縣)
北埔，是臺灣苗栗縣三灣鄉的一個傳統地域名稱，位於該鄉北半葉的南部。相較於今日行政區，其範圍大致包括北埔村東半葉不含東北側邊界狹長地帶。

## 歷史
台灣清治末期至日治初期，北埔地區為一街庄，稱為「北埔庄」，隸屬於竹南一堡。該庄西北與三灣庄為鄰，北邊一小段隔中港溪二級支流沙坑溪與銅鑼圈庄為界，東北及東與崁頂藔庄為鄰，南邊及西南邊隔中港溪與四灣庄、大南埔庄、員林庄為界。
1901年（日治明治三十四年）11月，全台廢縣廳改設二十廳，該庄隸屬於新竹廳。1909年（明治四十二年）10月，合併二十廳為十二廳，該庄隸屬不變。1920年（大正九年），廢十二廳改設五州二廳，該庄改制為「北埔」大字，隸屬於新竹州竹南郡三灣庄。
戰後三灣庄改制為三灣鄉，隸屬於新竹縣，大字亦改制為村。1950年桃、竹、苗分治，三灣鄉改隸屬於苗栗縣。

## 聚落
本地區發展較早的聚落有小北埔、大北埔內、大北埔外、北埔等，在日治期初期的官方地圖上已有記載。此外，本地區尚有瓦窯岡聚落。

## 交通
省道台3線俗稱「內山公路」，是臺北至屏東的幹道，其中中壢至豐原路段又稱「中豐公路」，大致以縱向經過北埔地區西部邊界外不遠處。由該道路向北可前往三灣市區、珊珠湖、峨眉、北埔、竹東下公館等地等地；向南可前往獅潭、汶水、大湖、卓蘭等地。
縣道124號是保安林至仙山口（原竹南至獅潭）的道路，大致以橫向轉西北—東南走向蜿蜒經過北埔地區。由該道路向西繞大彎轉北與省道台3線共線一小段後獨行經過三灣市區，隨後再度共線以前往珊珠湖，後轉向西獨行可前往頭份、竹南並止於海邊道路路口；向東可前往南庄、獅潭並止於省道台3線路口。